# فلاديسلاف هينريتش
فلاديسلاف هينريتش (بالبولندية: Władysław Heinrich)‏ هو عالم نفس وفيلسوف بولندي، ولد في 1869، وتوفي في 30 يونيو 1957.